# Mellan-Svan
Mellan-Svan är en sjö i Säffle kommun och ingår i Göta älvs huvudavrinningsområde. Sjön är 17 meter djup, har en yta på 3,41 kvadratkilometer och befinner sig 91,1 meter över havet. Sjön avvattnas av vattendraget Lillälven (Börkusälven) som utgör landskapsgräns mellan Dalsland och Värmland.

## Delavrinningsområde
Mellan-Svan ingår i det delavrinningsområde (656732-131323) som SMHI kallar för Utloppet av Mellan-Svan. Medelhöjden är 120 meter över havet och ytan är 15,17 kvadratkilometer. Räknas de 16 avrinningsområdena uppströms in blir den ackumulerade arean 178,23 kvadratkilometer. Lillälven (Börkusälven) som avvattnar avrinningsområdet har biflödesordning 3, vilket innebär att vattnet flödar genom totalt 3 vattendrag innan det når havet efter 251 kilometer. Avrinningsområdet består mestadels av skog (57 procent). Avrinningsområdet har 3,39 kvadratkilometer vattenytor vilket ger det en sjöprocent på 22,3 procent. Bebyggelsen i området täcker en yta av 0,55 kvadratkilometer eller 4 procent av avrinningsområdet.